# Herb gminy Zadzim
Herb gminy Zadzim – symbol gminy Zadzim.

## Wygląd i symbolika
Herb przedstawia na tarczy w polu błękitnym żółty snop zboża z siedmioma kłosami zboża, a przed nim pół żółto-brązowego bochenka chleba.